# 連邦捜査局国家保安部
連邦捜査局国家公安部または国家保安部（英: National Security Branch；略称NSB）は、アメリカ連邦捜査局（FBI）の対テロ捜査機関。日本の公安警察に相当する。

## 概要
アメリカ国内におけるテロリズム対策、カウンターインテリジェンスを担当する。国家情報長官、連邦捜査局長官、そして、司法長官に対して責任を負う。中央情報局（CIA）の役割は国益を守る事であり国内での工作活動は禁じられているために、アメリカ同時多発テロ事件を契機としてFBI公安部を発展した形で2005年8月12日に設置された。当初、FBI長官ロバート・S・モラー3世と司法長官アルバート・ゴンザレスは、このような機関の創設には反対していたが、ジョージ・W・ブッシュ大統領の後押しにより設立が実現した。初代部長には、刑事部生え抜きの捜査官であるゲイリー・バルドが任命された。次長には、CIA分析官のフィリップ・マッドが任命された。
FBIアカデミーには1つの講習課程しかなかったが、国家公安部の発足後に、オリエンテーション・基礎・上級国家安全保障の3レベルで行われる国家公安部独自の講習課程が開設された。